# Bosco Eliceo
Bosco Eliceo ist ein italienisches Weinanbaugebiet südlich des Po-Deltas in der Emilia-Romagna. Das Gebiet besitzt seit 1989 eine „kontrollierte Herkunftsbezeichnung“ (Denominazione di origine controllata – DOC), die zuletzt am 7. März 2014 aktualisiert wurde. Der Name Bosco Eliceo leitet sich von den Steineichen-Wäldern ab, die in der Nähe der Weinfelder von Mesola stehen, dem ersten Anbaugebiet der angeblich aus der Côte d’Or (Goldküste) in Burgund importierten Rebsorte Fortana in Oberitalien.

## Erzeugung
Unter der Bezeichnung Bosco Eliceo werden folgende Weintypen mit dem Zusatz der Rebsorte angeboten:
- Bosco Eliceo Fortana: Die Rebsorte Fortana muss zu mindestens 85 % enthalten sein. Höchstens 15 % andere rote Rebsorten, die für den Anbau in der Region Emilia-Romagna zugelassen sind, dürfen zugesetzt werden.
- Bosco Eliceo Merlot: Die Rebsorte Merlot muss zu mindestens 85 % enthalten sein. Höchstens 15 % andere rote Rebsorten, die für den Anbau in der Region Emilia-Romagna zugelassen sind, dürfen zugesetzt werden.
- Bosco Eliceo Sauvignon (auch als Frizzante): Die Rebsorte Sauvignon Blanc muss zu mindestens 85 % enthalten sein. Höchstens 15 % Trebbiano Romagnolo dürfen zugesetzt werden.
- Bosco Eliceo Bianco (auch als Frizzante): Muss zu mindestens 70 % aus Trebbiano Romagnolo und mind. 30 % aus Sauvignon Blanc und/oder Malvasia Bianca di Candia bestehen. Höchstens 5 % andere weiße Rebsorten, die für den Anbau in der Region Emilia-Romagna zugelassen sind, dürfen zugesetzt werden.

## Anbaugebiet
Das Gebiet liegt in den sandigen Böden ehemaliger Dünen in einem Küstenstreifen der Adria mit den Gemeinden Mesola, Goro, Codigoro, Lagosanto, Comacchio und Argenta in der Provinz Ferrara sowie in Teilen der Gemeinden von Ravenna und Cervia in der Provinz Ravenna. Die Weine profitieren in besonderem Maße von der salzhaltigen Luft, die in Brisen vom nahen Meer herüberweht.

## Beschreibung
Laut Denomination (Auszug):

### Bosco Eliceo Fortana
Fortana (örtlich auch Uva d’Oro  genannt) wird seit dem 17. Jahrhundert in der Provinz Ferrara angebaut. Der Wein wird in den Geschmacksrichtungen trocken, frizzante (leicht perlend),lieblich oder süß angeboten.
- Farbe: mehr oder weniger intensiv rubinrot
- Geruch: weinig, angenehm
- Geschmack: trocken oder lieblich oder süß (Gesamtzuckergehalt höchstens 75 g/l), vollmundig, mäßiges Tannin, fruchtig
- Alkoholgehalt: mindestens 10,5 Vol.-%
- Säuregehalt: mind. 5,0 g/l
- Trockenextrakt: mind. 22,0 g/l

### Bosco Eliceo Merlot
- Farbe: rubinrot mit violetten Reflexen
- Geruch: leicht grasig, charakteristisch
- Geschmack: trocken oder lieblich, wohlschmeckend, harmonisch
- Alkoholgehalt: mindestens 10,5 Vol.-%
- Säuregehalt: mind. 5,0 g/l
- Trockenextrakt: mind. 22,0 g/l

### Bosco Eliceo Sauvignon
- Farbe: strohgelb
- Geruch: zart, fast aromatisch
- Geschmack: trocken oder lieblich oder süß, warm, samtig
- Alkoholgehalt: mindestens 11,0 Vol.-%
- Säuregehalt: mind. 5,0 g/l
- Trockenextrakt: mind. 18,0 g/l

### Bosco Eliceo Bianco
- Farbe: helles Strohgelb
- Geruch: mild, angenehm, charakteristisch, nicht sehr intensiv
- Geschmack: trocken oder lieblich oder süß (Gesamtzuckergehalt höchstens 75 g/l), frisch, angenehm, harmonisch
- Alkoholgehalt: mindestens 10,5 Vol.-%
- Säuregehalt: mind. 5,0 g/l
- Trockenextrakt: mind. 16,0 g/l
- Gesamtzuckergehalt „trocken“:  höchstens 15 g/l
- Gesamtzuckergehalt „halbtrocken“:  12–35 g/l
- Gesamtzuckergehalt „lieblich“:  30–50 g/l
- Gesamtzuckergehalt „süß“:  höchstens 75 g/l